# Gaddsvaet
Der Gaddsvaet (norwegisch) ist ein unverschneiter Berghang im ostantarktischen Königin-Maud-Land. In den Filchnerbergen der Orvinfjella liegt er südlich des Klevegadden.
Wissenschaftler des Norwegischen Polarinstituts benannten ihn 1962. Der weitere Benennungshintergrund ist nicht überliefert.